# Hockey su ghiaccio ai XX Giochi olimpici invernali - Convocazioni al torneo maschile
Ciascuna squadra partecipante al torneo di hockey su ghiaccio ai XX Giochi olimpici invernali consisteva al massimo di 20 giocatori di movimento (attaccanti e difensori), con l'aggiunta di 3 portieri.

## Gruppo A

### Canada
Allenatore:  Pat Quinn.
Lista dei convocati aggiornata al 15 febbraio 2006.
| N. | Pos. | Nome               | Anno | Alt. | Peso | Tiro | Squadra               |
| -- | ---- | ------------------ | ---- | ---- | ---- | ---- | --------------------- |
| 1  | P    | Roberto Luongo     | 1979 | 191  | 93   | L    | Florida Panthers      |
| 3  | D    | Jay Bouwmeester    | 1983 | 193  | 88   | L    | Florida Panthers      |
| 4  | D    | Rob Blake - A      | 1975 | 193  | 102  | R    | Colorado Avalanche    |
| 6  | D    | Wade Redden        | 1977 | 188  | 95   | L    | Ottawa Senators       |
| 9  | A    | Shane Doan         | 1976 | 188  | 98   | R    | Phoenix Coyotes       |
| 12 | A    | Jarome Iginla - A  | 1977 | 185  | 95   | R    | Calgary Flames        |
| 14 | A    | Todd Bertuzzi      | 1975 | 191  | 111  | R    | Vancouver Canucks     |
| 15 | A    | Dany Heatley       | 1981 | 191  | 98   | L    | Ottawa Senators       |
| 21 | A    | Simon Gagné - A    | 1980 | 183  | 84   | L    | Philadelphia Flyers   |
| 24 | D    | Bryan McCabe       | 1975 | 188  | 100  | L    | Toronto Maple Leafs   |
| 26 | A    | Martin St. Louis   | 1975 | 175  | 84   | L    | Tampa Bay Lightning   |
| 28 | D    | Robyn Regehr       | 1980 | 191  | 102  | L    | Calgary Flames        |
| 30 | P    | Martin Brodeur     | 1972 | 188  | 95   | L    | New Jersey Devils     |
| 33 | A    | Kris Draper        | 1971 | 177  | 86   | L    | Detroit Red Wings     |
| 35 | P    | Marty Turco        | 1975 | 180  | 83   | L    | Dallas Stars          |
| 39 | A    | Brad Richards      | 1980 | 185  | 90   | L    | Tampa Bay Lightning   |
| 40 | A    | Vincent Lecavalier | 1980 | 193  | 93   | L    | Tampa Bay Lightning   |
| 44 | D    | Chris Pronger      | 1974 | 198  | 100  | L    | Edmonton Oilers       |
| 52 | D    | Adam Foote         | 1971 | 188  | 98   | R    | Columbus Blue Jackets |
| 61 | A    | Rick Nash          | 1984 | 193  | 93   | L    | Columbus Blue Jackets |
| 91 | A    | Joe Sakic - C      | 1969 | 180  | 88   | L    | Colorado Avalanche    |
| 94 | A    | Ryan Smyth         | 1976 | 185  | 86   | L    | Edmonton Oilers       |
| 97 | A    | Joe Thornton       | 1979 | 193  | 102  | L    | San Jose Sharks       |

LEGENDA:

P = Portiere, D = Difensore, A = Attaccante, L = sinistra, R = destra

### Finlandia
Allenatore:  Erkka Westerlund.
Lista dei convocati aggiornata al 24 febbraio 2006.
| N. | Pos. | Nome               | Anno | Alt. | Peso | Tiro | Squadra              |
| -- | ---- | ------------------ | ---- | ---- | ---- | ---- | -------------------- |
| 3  | D    | Petteri Nummelin   | 1972 | 178  | 83   | L    | Lugano               |
| 4  | D    | Kimmo Timonen      | 1975 | 178  | 88   | L    | Nashville Predators  |
| 5  | D    | Lasse Kukkonen     | 1981 | 183  | 89   | L    | Oulun Kärpät         |
| 7  | D    | Aki-Petteri Berg   | 1977 | 193  | 97   | L    | Toronto Maple Leafs  |
| 8  | A    | Teemu Selänne - A  | 1970 | 183  | 93   | R    | Mighty Ducks Anaheim |
| 10 | A    | Ville Nieminen     | 1977 | 181  | 93   | L    | New York Rangers     |
| 11 | A    | Saku Koivu - C     | 1974 | 179  | 82   | L    | Montreal Canadiens   |
| 12 | A    | Olli Jokinen       | 1978 | 188  | 90   | L    | Florida Panthers     |
| 14 | A    | Niklas Hagman      | 1979 | 183  | 91   | L    | Dallas Stars         |
| 16 | A    | Ville Peltonen     | 1973 | 180  | 84   | L    | Lugano               |
| 21 | A    | Mikko Koivu        | 1983 | 188  | 85   | L    | Minnesota Wild       |
| 24 | A    | Antti Laaksonen    | 1973 | 183  | 85   | L    | Colorado Avalanche   |
| 25 | A    | Jukka Hentunen     | 1974 | 178  | 88   | R    | Lugano               |
| 26 | A    | Jere Lehtinen      | 1973 | 182  | 89   | R    | Dallas Stars         |
| 27 | D    | Teppo Numminen - A | 1968 | 186  | 90   | R    | Buffalo Sabres       |
| 30 | P    | Fredrik Norrena    | 1973 | 183  | 85   | L    | Linköping            |
| 31 | P    | Antero Niittymäki  | 1980 | 183  | 85   | L    | Philadelphia Flyers  |
| 32 | D    | Toni Lydman        | 1977 | 185  | 90   | L    | Buffalo Sabres       |
| 33 | P    | Niklas Bäckström   | 1978 | 187  | 89   | L    | Oulun Kärpät         |
| 36 | A    | Jussi Jokinen      | 1983 | 181  | 86   | L    | Dallas Stars         |
| 37 | A    | Jarkko Ruutu       | 1975 | 188  | 93   | L    | Vancouver Canucks    |
| 39 | A    | Niko Kapanen       | 1978 | 177  | 80   | L    | Dallas Stars         |
| 77 | D    | Antti-Jussi Niemi  | 1977 | 184  | 87   | L    | Frölunda             |

LEGENDA:

P = Portiere, D = Difensore, A = Attaccante, L = sinistra, R = destra

### Germania
Allenatore:  Uwe Krupp.
Lista dei convocati aggiornata al 16 febbraio 2006.
| N. | Pos. | Nome               | Anno | Alt. | Peso | Tiro | Squadra             |
| -- | ---- | ------------------ | ---- | ---- | ---- | ---- | ------------------- |
| 5  | D    | Robert Leask       | 1971 | 188  | 93   | L    | Eisbären Berlino    |
| 7  | D    | Sascha Goc         | 1979 | 197  | 103  | R    | Hannover Scorpions  |
| 10 | D    | Christian Ehrhoff  | 1980 | 188  | 90   | L    | San Jose Sharks     |
| 11 | A    | Sven Felski        | 1974 | 180  | 78   | L    | Eisbären Berlino    |
| 13 | D    | Christoph Schubert | 1982 | 190  | 103  | L    | Ottawa Senators     |
| 15 | D    | Stefan Schauer     | 1983 | 185  | 90   | L    | Nürnberg Ice Tigers |
| 16 | A    | Stefan Ustorf      | 1974 | 181  | 88   | L    | Eisbären Berlino    |
| 26 | A    | Daniel Kreutzer    | 1979 | 176  | 87   | L    | DEG Metro Stars     |
| 29 | A    | Alexander Barta    | 1983 | 179  | 76   | R    | Hamburg Freezers    |
| 31 | D    | Andreas Renz       | 1977 | 183  | 94   | L    | Kölner Haie         |
| 32 | A    | Tomáš Martinec     | 1976 | 183  | 86   | L    | Nürnberg Ice Tigers |
| 34 | A    | Eduard Lewandowski | 1980 | 186  | 94   | L    | Kölner Haie         |
| 37 | P    | Olaf Kölzig        | 1970 | 188  | 103  | L    | Washington Capitals |
| 40 | P    | Thomas Greiss      | 1986 | 186  | 90   | L    | Kölner Haie         |
| 46 | A    | Florian Busch      | 1985 | 185  | 85   | L    | Eisbären Berlino    |
| 49 | A    | Klaus Kathan       | 1977 | 182  | 85   | R    | DEG Metro Stars     |
| 52 | D    | Alexander Sulzer   | 1984 | 187  | 92   | L    | DEG Metro Stars     |
| 57 | A    | Marcel Goc - C     | 1983 | 184  | 91   | L    | San Jose Sharks     |
| 58 | A    | Lasse Kopitz       | 1980 | 190  | 90   | L    | Kölner Haie         |
| 72 | A    | Petr Fical         | 1977 | 178  | 82   | R    | Nürnberg Ice Tigers |
| 73 | A    | Tino Boos          | 1975 | 180  | 85   | R    | Kölner Haie         |
| 80 | P    | Robert Müller      | 1980 | 172  | 85   | L    | Krefeld Pinguine    |
| 84 | D    | Dennis Seidenberg  | 1981 | 184  | 95   | L    | Phoenix Coyotes     |

LEGENDA:

P = Portiere, D = Difensore, A = Attaccante, L = sinistra, R = destra

### Italia
Allenatore:  Mickey Goulet.
Lista dei convocati aggiornata al 21 febbraio 2006.
| N. | Pos. | Nome                     | Anno | Alt. | Peso | Tiro | Squadra          |
| -- | ---- | ------------------------ | ---- | ---- | ---- | ---- | ---------------- |
| 2  | A    | Stefan Zisser            | 1980 | 170  | 82   | L    | Bolzano          |
| 3  | D    | Carter Trevisani         | 1982 | 186  | 88   | L    | Asiago           |
| 6  | D    | Michele Strazzabosco - A | 1976 | 193  | 98   | L    | Milano Vipers    |
| 7  | D    | Robert Nardella          | 1968 | 175  | 80   | R    | Rockford IceHogs |
| 8  | D    | Florian Ramoser          | 1979 | 188  | 87   | L    | Bolzano          |
| 9  | A    | Giorgio De Bettin        | 1972 | 175  | 84   | R    | Cortina          |
| 14 | D    | Carlo Lorenzi            | 1974 | 175  | 75   | L    | Alleghe          |
| 16 | A    | John Parco               | 1971 | 182  | 85   | L    | Asiago           |
| 17 | A    | Anthony Iob              | 1971 | 182  | 73   | L    | KAC              |
| 19 | A    | Nicola Fontanive         | 1985 | 165  | 71   | L    | Alleghe          |
| 21 | A    | Giuseppe Busillo - C     | 1970 | 185  | 99   | L    | Milano Vipers    |
| 22 | A    | Stefano Margoni          | 1975 | 182  | 85   | L    | Bolzano          |
| 24 | A    | Mario Chitaroni - A      | 1967 | 171  | 80   | L    | Milano Vipers    |
| 26 | D    | Armin Helfer             | 1980 | 188  | 84   | L    | Milano Vipers    |
| 27 | A    | Lucio Topatigh           | 1965 | 183  | 88   | L    | Asiago           |
| 28 | A    | Manuel De Toni           | 1979 | 181  | 90   | L    | Alleghe          |
| 29 | P    | Jason Muzzatti           | 1970 | 186  | 87   | L    | Bolzano          |
| 33 | A    | Antonino Tuzzolino       | 1975 | 184  | 90   | R    | MODO             |
| 34 | A    | Jason Cirone             | 1971 | 177  | 93   | L    | Asiago           |
| 50 | D    | Christian Borgatello     | 1982 | 176  | 84   | R    | Milano Vipers    |
| 71 | A    | Luca Ansoldi             | 1982 | 183  | 91   | R    | Ritten-Renon     |
| 73 | P    | Günther Hell             | 1978 | 174  | 81   | L    | Bolzano          |
| 85 | P    | Renè Baur                | 1985 | 180  | 74   | L    | Val Pusteria     |

LEGENDA:

P = Portiere, D = Difensore, A = Attaccante, L = sinistra, R = destra

### Rep. Ceca
Allenatore:  Alois Hadamczik.
Lista dei convocati aggiornata al 18 febbraio 2006.
| N. | Pos. | Nome              | Anno | Alt. | Peso | Tiro | Squadra               |
| -- | ---- | ----------------- | ---- | ---- | ---- | ---- | --------------------- |
| 3  | D    | Marek Židlický    | 1977 | 180  | 85   | R    | Nashville Predators   |
| 6  | D    | Jaroslav Špaček   | 1974 | 180  | 94   | L    | Edmonton Oilers       |
| 8  | D    | Marek Malík       | 1975 | 196  | 98   | L    | New York Rangers      |
| 9  | A    | David Výborný - A | 1975 | 179  | 83   | L    | Columbus Blue Jackets |
| 12 | D    | František Kaberle | 1973 | 185  | 83   | L    | Carolina Hurricanes   |
| 13 | D    | Pavel Kubina - A  | 1977 | 193  | 104  | R    | Tampa Bay Lightning   |
| 15 | D    | Tomáš Kaberle     | 1978 | 188  | 91   | L    | Toronto Maple Leafs   |
| 16 | A    | Petr Čajánek      | 1975 | 181  | 80   | L    | St. Louis Blues       |
| 17 | D    | Filip Kuba        | 1976 | 188  | 91   | L    | Minnesota Wild        |
| 20 | A    | Robert Lang - C   | 1970 | 189  | 93   | R    | Detroit Red Wings     |
| 22 | A    | Aleš Kotalík      | 1978 | 186  | 96   | R    | Buffalo Sabres        |
| 23 | A    | Milan Hejduk      | 1976 | 183  | 85   | R    | Colorado Avalanche    |
| 26 | A    | Martin Ručinský   | 1971 | 186  | 90   | L    | New York Rangers      |
| 28 | A    | Martin Straka     | 1972 | 177  | 81   | L    | New York Rangers      |
| 29 | P    | Tomáš Vokoun      | 1976 | 184  | 90   | R    | Nashville Predators   |
| 33 | P    | Milan Hnilička    | 1973 | 185  | 83   | L    | Bílí Tygři Liberec    |
| 38 | A    | Jan Bulis         | 1978 | 186  | 92   | L    | Montreal Canadiens    |
| 40 | A    | Václav Prospal    | 1975 | 188  | 92   | L    | Tampa Bay Lightning   |
| 68 | A    | Jaromír Jágr      | 1972 | 188  | 106  | L    | New York Rangers      |
| 72 | P    | Dušan Salfický    | 1972 | 186  | 84   | L    | Chimik Voskresensk    |
| 83 | A    | Aleš Hemský       | 1983 | 183  | 87   | R    | Edmonton Oilers       |
| 85 | A    | Rostislav Olesz   | 1985 | 184  | 87   | L    | Florida Panthers      |
| 91 | A    | Martin Erat       | 1981 | 184  | 90   | L    | Nashville Predators   |

LEGENDA:

P = Portiere, D = Difensore, A = Attaccante, L = sinistra, R = destra

### Svizzera
Allenatore:  Ralph Krueger.
Lista dei convocati aggiornata al 21 febbraio 2006.
| N. | Pos. | Nome                  | Anno | Alt. | Peso | Tiro | Squadra             |
| -- | ---- | --------------------- | ---- | ---- | ---- | ---- | ------------------- |
| 3  | D    | Julien Vauclair       | 1979 | 184  | 92   | L    | Lugano              |
| 4  | D    | Flavien Conne         | 1980 | 177  | 81   | L    | Lugano              |
| 5  | D    | Severin Blindenbacher | 1983 | 180  | 88   | R    | ZSC Lions           |
| 7  | D    | Mark Streit - C       | 1977 | 183  | 95   | L    | Montreal Canadiens  |
| 12 | A    | Patric Della Rossa    | 1975 | 187  | 92   | R    | Zugo                |
| 15 | A    | Paul DiPietro - A     | 1970 | 175  | 82   | R    | Zugo                |
| 21 | A    | Patrick Fischer       | 1975 | 181  | 85   | L    | Zugo                |
| 22 | D    | Olivier Keller        | 1971 | 187  | 94   | L    | Basilea Sharks      |
| 23 | A    | Thierry Paterlini     | 1975 | 183  | 95   | L    | ZSC Lions           |
| 26 | P    | Martin Gerber         | 1974 | 180  | 91   | L    | Carolina Hurricanes |
| 28 | A    | Martin Plüss          | 1977 | 175  | 85   | L    | Frölunda            |
| 29 | D    | Beat Forster          | 1983 | 187  | 98   | L    | Davos               |
| 30 | A    | Marcel Jenni          | 1974 | 180  | 84   | L    | Kloten Flyers       |
| 31 | D    | Mathias Seger         | 1977 | 180  | 84   | L    | ZSC Lions           |
| 32 | A    | Ivo Rüthemann - A     | 1976 | 173  | 77   | L    | Berna               |
| 35 | A    | Sandy Jeannin         | 1976 | 178  | 84   | L    | Lugano              |
| 38 | A    | Thomas Ziegler        | 1978 | 180  | 85   | L    | Berna               |
| 40 | P    | David Äbischer        | 1978 | 186  | 85   | L    | Colorado Avalanche  |
| 44 | P    | Marco Bührer          | 1979 | 179  | 81   | L    | Berna               |
| 57 | A    | Goran Bezina          | 1980 | 190  | 103  | L    | Ginevra-Servette    |
| 67 | A    | Romano Lemm           | 1984 | 182  | 86   | R    | Kloten Flyers       |
| 97 | A    | Adrian Wichser        | 1980 | 180  | 79   | L    | ZSC Lions           |

LEGENDA:

P = Portiere, D = Difensore, A = Attaccante, L = sinistra, R = destra

## Gruppo B

### Kazakistan
Allenatore:  Nikolaj Myšagin.
Lista dei convocati aggiornata al 19 febbraio 2006.
| N. | Pos. | Nome                   | Anno | Alt. | Peso | Tiro | Squadra             |
| -- | ---- | ---------------------- | ---- | ---- | ---- | ---- | ------------------- |
| 1  | P    | Kirill Zinov'ev        | 1979 | 181  | 80   | L    | Barys Astana        |
| 2  | D    | Aleksej Vasil'čenko    | 1981 | 191  | 90   | L    | Neftechimik         |
| 11 | D    | Vladimir Antipin       | 1970 | 187  | 92   | L    | Kazcink-Torpedo     |
| 12 | D    | Oleg Kovalenko         | 1975 | 178  | 91   | R    | Metallurg Novok.    |
| 17 | A    | Aleksandr Koreškov - A | 1968 | 181  | 84   | L    | Kazcink-Torpedo     |
| 18 | A    | Konstantin Šafranov    | 1968 | 183  | 80   | L    | Kryl'ja Sovetov     |
| 19 | A    | Evgenij Koreškov       | 1970 | 170  | 84   | L    | Kazcink-Torpedo     |
| 20 | P    | Vitalij Kolesnik       | 1979 | 190  | 90   | L    | Colorado Avalanche  |
| 21 | A    | Dmitrij Dudarev        | 1976 | 185  | 91   | R    | Ak Bars Kazan’      |
| 22 | A    | Andrej Ogorodnikov     | 1982 | 178  | 78   | R    | Kazcink-Torpedo     |
| 23 | A    | Andrej Pčeljakov       | 1972 | 181  | 79   | L    | Kryl'ja Sovetov     |
| 25 | A    | Andrej Samochvalov     | 1975 | 182  | 83   | L    | Chimik Voskresensk  |
| 26 | D    | Andrej Savenkov        | 1975 | 182  | 84   | L    | Kazcink-Torpedo     |
| 30 | D    | Denis Šemelin          | 1978 | 182  | 87   | L    | Neftechimik         |
| 31 | P    | Vitalij Eremeev        | 1975 | 186  | 78   | L    | Dinamo Mosca        |
| 34 | A    | Sergej Aleksandrov     | 1977 | 176  | 95   | R    | Kazcink-Torpedo     |
| 36 | A    | Dmitrij Upper - A      | 1978 | 185  | 92   | R    | CSKA Mosca          |
| 43 | D    | Evgenij Pupkov         | 1976 | 180  | 85   | L    | SKA Pietroburgo     |
| 52 | D    | Aleksej Koledaev       | 1976 | 183  | 88   | L    | Sibir’ Novosibirsk  |
| 55 | A    | Andrej Troščinskij     | 1978 | 183  | 95   | L    | Kazcink-Torpedo     |
| 64 | D    | Artëm Argokov          | 1975 | 180  | 81   | L    | Metallurg Novok.    |
| 80 | A    | Nikolaj Antropov       | 1980 | 197  | 104  | L    | Toronto Maple Leafs |
| 79 | A    | Fëdor Poliščuk         | 1979 | 174  | 71   | L    | SKA Pietroburgo     |

LEGENDA:

P = Portiere, D = Difensore, A = Attaccante, L = sinistra, R = destra

### Lettonia
Allenatore:  Leonīds Beresņevs.
Lista dei convocati aggiornata al 15 febbraio 2006.
| N. | Pos. | Nome                  | Anno | Alt. | Peso | Tiro | Squadra               |
| -- | ---- | --------------------- | ---- | ---- | ---- | ---- | --------------------- |
| 1  | P    | Artūrs Irbe           | 1967 | 175  | 80   | L    | Red Bull Salisburgo   |
| 2  | D    | Rodrigo Laviņš        | 1974 | 180  | 84   | L    | Brynäs                |
| 3  | D    | Arvīds Reķis          | 1979 | 183  | 95   | L    | Augsburger Panther    |
| 4  | D    | Agris Saviels         | 1982 | 186  | 100  | L    | Torpedo N. Novg.      |
| 7  | D    | Kārlis Skrastiņš      | 1974 | 188  | 90   | L    | Colorado Avalanche    |
| 8  | D    | Sandis Ozoliņš        | 1972 | 188  | 92   | L    | Mighty Ducks Anaheim  |
| 9  | A    | Ģirts Ankipāns        | 1975 | 184  | 97   | L    | Riga 2000             |
| 10 | A    | Vladimirs Mamonovs    | 1980 | 176  | 85   | L    | Liepājas Metalurgs    |
| 12 | A    | Herberts Vasiļjevs    | 1976 | 180  | 85   | R    | Krefeld Pinguine      |
| 13 | A    | Grigorijs Panteļejevs | 1972 | 178  | 90   | L    | Zugo                  |
| 14 | A    | Leonīds Tambijevs     | 1970 | 176  | 83   | R    | Basilea Sharks        |
| 15 | A    | Māris Ziediņš         | 1978 | 178  | 78   | L    | Stockton Thunder      |
| 17 | A    | Aleksandrs Ņiživijs   | 1976 | 177  | 78   | R    | Torpedo N. Novg.      |
| 18 | D    | Georgijs Pujacs       | 1981 | 182  | 96   | L    | Riga 2000             |
| 21 | A    | Armands Bērziņš       | 1983 | 192  | 98   | L    | Riga 2000             |
| 23 | D    | Atvars Tribuncovs     | 1976 | 188  | 100  | L    | Mora                  |
| 24 | A    | Miķelis Rēdlihs       | 1984 | 180  | 80   | L    | IF Björklöven         |
| 25 | D    | Krišjānis Rēdlihs     | 1981 | 189  | 88   | L    | Albany River Rats     |
| 27 | A    | Aleksandrs Semjonovs  | 1972 | 181  | 91   | L    | Malmö                 |
| 29 | A    | Aigars Cipruss        | 1972 | 178  | 80   | L    | Riga 2000             |
| 30 | P    | Sergejs Naumovs       | 1969 | 172  | 75   | L    | Chimik Voskresensk    |
| 31 | P    | Edgars Masaļskis      | 1980 | 175  | 78   | L    | Neftjanik Al'met'evsk |
| 47 | A    | Mārtiņš Cipulis       | 1980 | 179  | 87   | L    | Riga 2000             |

LEGENDA:

P = Portiere, D = Difensore, A = Attaccante, L = sinistra, R = destra

### Russia
Allenatore:  Vladimir Krikunov.
Lista dei convocati aggiornata al 24 febbraio 2006.
| N. | Pos. | Nome                 | Anno | Alt. | Peso | Tiro | Squadra              |
| -- | ---- | -------------------- | ---- | ---- | ---- | ---- | -------------------- |
| 4  | D    | Sergej Žukov         | 1975 | 192  | 87   | L    | Lok. Jaroslavl’      |
| 5  | D    | Vitalij Višnevskij   | 1980 | 187  | 92   | L    | Mighty Ducks Anaheim |
| 6  | D    | Anton Volčenkov      | 1982 | 185  | 102  | L    | Ottawa Senators      |
| 8  | A    | Aleksandr Ovečkin    | 1985 | 188  | 98   | R    | Washington Capitals  |
| 11 | D    | Darjus Kasparajtis   | 1972 | 188  | 99   | L    | New York Rangers     |
| 13 | D    | Pavel Dacjuk         | 1978 | 179  | 86   | L    | Detroit Red Wings    |
| 18 | A    | Evgenij Malkin       | 1986 | 191  | 87   | L    | Magnitogorsk         |
| 20 | P    | Evgenij Nabokov      | 1975 | 183  | 90   | R    | San Jose Sharks      |
| 21 | A    | Aleksandr Charitonov | 1976 | 172  | 80   | R    | Dinamo Mosca         |
| 22 | A    | Andrej Taratuchin    | 1983 | 183  | 92   | L    | Lok. Jaroslavl’      |
| 23 | A    | Ivan Neprjaev        | 1982 | 188  | 92   | L    | Lok. Jaroslavl’      |
| 25 | A    | Viktor Kozlov        | 1975 | 195  | 104  | R    | New Jersey Devils    |
| 27 | A    | Aleksej Kovalëv - C  | 1973 | 188  | 102  | L    | Montreal Canadiens   |
| 29 | D    | Daniil Markov        | 1976 | 185  | 86   | L    | Nashville Predators  |
| 30 | P    | Il'ja Bryzgalov      | 1980 | 188  | 88   | R    | Mighty Ducks Anaheim |
| 33 | A    | Maksim Sušinskij     | 1974 | 172  | 80   | L    | Dinamo Mosca         |
| 39 | P    | Maksim Sokolov       | 1972 | 180  | 92   | R    | SKA Pietroburgo      |
| 51 | D    | Fëdor Tjutin         | 1983 | 188  | 92   | L    | New York Rangers     |
| 52 | D    | Andrej Markov        | 1978 | 183  | 90   | L    | Montreal Canadiens   |
| 55 | D    | Sergej Gončar        | 1974 | 185  | 94   | L    | Pittsburgh Penguins  |
| 61 | A    | Maksim Afinogenov    | 1979 | 183  | 88   | L    | Buffalo Sabres       |
| 71 | A    | Il'ja Koval'čuk      | 1983 | 188  | 99   | R    | Atlanta Thrashers    |
| 79 | A    | Aleksej Jašin        | 1973 | 191  | 100  | R    | New York Islanders   |

LEGENDA:

P = Portiere, D = Difensore, A = Attaccante, L = sinistra, R = destra

### Slovacchia
Allenatore:  František Hossa.
Lista dei convocati aggiornata al 15 febbraio 2006.
| N. | Pos. | Nome               | Anno | Alt. | Peso | Tiro | Squadra               |
| -- | ---- | ------------------ | ---- | ---- | ---- | ---- | --------------------- |
| 3  | D    | Zdeno Chára        | 1977 | 205  | 117  | L    | Ottawa Senators       |
| 6  | D    | Radoslav Suchý     | 1976 | 188  | 90   | L    | Columbus Blue Jackets |
| 7  | D    | Martin Štrbák      | 1975 | 191  | 96   | L    | CSKA Mosca            |
| 10 | A    | Marián Gáborík     | 1982 | 186  | 83   | L    | Minnesota Wild        |
| 12 | A    | Peter Bondra - A   | 1968 | 183  | 92   | L    | Atlanta Thrashers     |
| 14 | D    | Andrej Meszároš    | 1985 | 182  | 82   | L    | Ottawa Senators       |
| 15 | A    | Jozef Stümpel      | 1972 | 190  | 100  | L    | Florida Panthers      |
| 17 | D    | Ľubomír Višňovský  | 1976 | 178  | 83   | L    | Los Angeles Kings     |
| 18 | A    | Miroslav Šatan - A | 1974 | 188  | 87   | R    | New York Islanders    |
| 20 | A    | Richard Zedník     | 1976 | 183  | 91   | R    | Montreal Canadiens    |
| 22 | A    | Richard Kapuš      | 1973 | 182  | 92   | L    | Metallurg Novok.      |
| 23 | A    | Ľuboš Bartečko     | 1976 | 183  | 91   | L    | Luleå                 |
| 25 | P    | Ján Lašák          | 1979 | 184  | 92   | L    | Pardubice             |
| 28 | A    | Ronald Petrovický  | 1977 | 182  | 88   | R    | Atlanta Thrashers     |
| 29 | D    | Ivan Majeský       | 1976 | 194  | 106  | R    | Washington Capitals   |
| 37 | P    | Peter Budaj        | 1982 | 183  | 91   | L    | Colorado Avalanche    |
| 38 | A    | Pavol Demitra - C  | 1974 | 180  | 82   | L    | Los Angeles Kings     |
| 40 | A    | Marek Svatoš       | 1982 | 180  | 82   | R    | Colorado Avalanche    |
| 43 | A    | Tomáš Surový       | 1981 | 180  | 86   | L    | Pittsburgh Penguins   |
| 60 | P    | Karol Križan       | 1980 | 178  | 83   | L    | MODO                  |
| 68 | D    | Milan Jurčina      | 1983 | 195  | 101  | R    | Boston Bruins         |
| 81 | A    | Marián Hossa       | 1979 | 190  | 90   | L    | Atlanta Thrashers     |
| 91 | A    | Marcel Hossa       | 1981 | 183  | 86   | L    | New York Rangers      |

LEGENDA:

P = Portiere, D = Difensore, A = Attaccante, L = sinistra, R = destra

### Stati Uniti
Allenatore:  Peter Laviolette.
Lista dei convocati aggiornata al 15 febbraio 2006.
| N. | Pos. | Nome               | Anno | Alt. | Peso | Tiro | Squadra             |
| -- | ---- | ------------------ | ---- | ---- | ---- | ---- | ------------------- |
| 2  | D    | Derian Hatcher     | 1972 | 196  | 107  | L    | Philadelphia Flyers |
| 4  | D    | Jordan Leopold     | 1980 | 185  | 93   | L    | Calgary Flames      |
| 6  | D    | Bret Hedican       | 1970 | 187  | 95   | L    | Carolina Hurricanes |
| 7  | A    | Keith Tkachuk      | 1972 | 188  | 102  | L    | St. Louis Blues     |
| 9  | A    | Mike Modano        | 1970 | 191  | 93   | L    | Dallas Stars        |
| 11 | A    | Scott Gomez        | 1979 | 180  | 91   | L    | New Jersey Devils   |
| 12 | A    | Brian Rolston      | 1973 | 188  | 95   | L    | Minnesota Wild      |
| 13 | A    | Bill Guerin        | 1970 | 188  | 95   | R    | Dallas Stars        |
| 14 | A    | Brian Gionta       | 1979 | 170  | 79   | R    | New Jersey Devils   |
| 18 | A    | Chris Drury        | 1976 | 178  | 82   | R    | Buffalo Sabres      |
| 21 | A    | Mike Knuble        | 1972 | 191  | 103  | R    | Philadelphia Flyers |
| 22 | A    | Craig Conroy       | 1971 | 188  | 91   | R    | Los Angeles Kings   |
| 23 | D    | Mathieu Schneider  | 1969 | 180  | 85   | L    | Detroit Red Wings   |
| 24 | D    | Chris Chelios - C  | 1962 | 185  | 86   | R    | Detroit Red Wings   |
| 26 | A    | Erik Cole          | 1978 | 188  | 91   | L    | Carolina Hurricanes |
| 27 | D    | John-Michael Liles | 1980 | 178  | 84   | L    | Colorado Avalanche  |
| 28 | D    | Brian Rafalski     | 1973 | 175  | 86   | R    | New Jersey Devils   |
| 29 | P    | Rick DiPietro      | 1981 | 180  | 84   | R    | New York Islanders  |
| 37 | A    | Mark Parrish       | 1977 | 183  | 91   | R    | New York Islanders  |
| 39 | A    | Doug Weight        | 1971 | 180  | 91   | L    | St. Louis Blues     |
| 42 | P    | Robert Esche       | 1978 | 185  | 95   | L    | Philadelphia Flyers |
| 47 | P    | John Grahame       | 1975 | 188  | 95   | L    | Tampa Bay Lightning |
| 55 | A    | Jason Blake        | 1973 | 178  | 82   | L    | New York Islanders  |

LEGENDA:

P = Portiere, D = Difensore, A = Attaccante, L = sinistra, R = destra

### Svezia
Allenatore:  Bengt-Åke Gustafsson.
Lista dei convocati aggiornata al 24 febbraio 2006.
| N. | Pos. | Nome                  | Anno | Alt. | Peso | Tiro | Squadra              |
| -- | ---- | --------------------- | ---- | ---- | ---- | ---- | -------------------- |
| 1  | P    | Stefan Liv            | 1980 | 184  | 84   | L    | HV71                 |
| 5  | D    | Nicklas Lidström - A  | 1970 | 188  | 84   | L    | Detroit Red Wings    |
| 7  | D    | Niklas Kronwall       | 1981 | 183  | 83   | L    | Detroit Red Wings    |
| 8  | D    | Christian Bäckman     | 1980 | 191  | 93   | L    | St. Louis Blues      |
| 11 | A    | Daniel Alfredsson - A | 1972 | 182  | 90   | R    | Ottawa Senators      |
| 12 | A    | Daniel Sedin          | 1980 | 186  | 90   | L    | Vancouver Canucks    |
| 13 | A    | Mats Sundin - C       | 1971 | 193  | 100  | R    | Toronto Maple Leafs  |
| 15 | D    | Niclas Hävelid        | 1973 | 182  | 90   | L    | Atlanta Thrashers    |
| 20 | A    | Henrik Sedin          | 1980 | 188  | 91   | L    | Vancouver Canucks    |
| 21 | A    | Peter Forsberg        | 1973 | 185  | 93   | L    | Philadelphia Flyers  |
| 22 | A    | Per-Johan Axelsson    | 1975 | 185  | 86   | L    | Boston Bruins        |
| 23 | D    | Ronnie Sundin         | 1970 | 186  | 98   | L    | Frölunda             |
| 26 | A    | Samuel Påhlsson       | 1977 | 181  | 94   | L    | Mighty Ducks Anaheim |
| 29 | D    | Kenny Jönsson         | 1974 | 191  | 93   | L    | Rögle                |
| 32 | P    | Mikael Tellqvist      | 1979 | 182  | 84   | L    | Toronto Maple Leafs  |
| 33 | A    | Fredrik Modin         | 1974 | 193  | 100  | L    | Tampa Bay Lightning  |
| 34 | D    | Daniel Tjärnqvist     | 1976 | 188  | 91   | L    | Minnesota Wild       |
| 35 | P    | Henrik Lundqvist      | 1982 | 185  | 87   | L    | New York Rangers     |
| 37 | A    | Mikael Samuelsson     | 1976 | 186  | 94   | R    | Detroit Red Wings    |
| 40 | A    | Henrik Zetterberg     | 1980 | 183  | 86   | L    | Detroit Red Wings    |
| 51 | A    | Mika Hannula          | 1979 | 179  | 84   | R    | HV71                 |
| 72 | A    | Jörgen Jönsson        | 1972 | 184  | 89   | L    | Färjestad            |
| 96 | A    | Tomas Holmström       | 1973 | 183  | 94   | L    | Detroit Red Wings    |

LEGENDA:

P = Portiere, D = Difensore, A = Attaccante, L = sinistra, R = destra